# Gonzales County
Gonzales County je okres ve státě Texas v USA. K roku 2010 zde žilo 19 807 obyvatel. Správním městem okresu je Gonzales. Celková rozloha okresu činí 2 771 km².